# Babynci (obwód winnicki)
Babynci (ukr. Бабинці; pol. hist. Babińce) – wieś na Ukrainie, w obwodzie winnickim, w rejonie pohrebyszczenskim. W 2001 roku liczyła 2627 mieszkańców.
Według danych z 2001 roku 98,99% mieszkańców jako język ojczysty wskazało ukraiński, 1,01% mieszkańców – rosyjski.